# Yolanda Paige
Yolanda Michelle Paige (Virginia Beach, 18 settembre 1983) è un'ex cestista statunitense, professionista nella WNBA.

## Carriera
È stata selzionata dalle Indiana Fever al secondo giro del Draft WNBA 2005 (16ª scelta assoluta).